# Rosenhügel (Gladbeck)
Rosenhügel ist ein Stadtbezirk im Gladbecker Stadtteil Brauck. Er liegt im Süden der Stadt. Der Stadtteil grenzt an Gelsenkirchen-Horst im äußersten Süden und Gelsenkirchen-Beckhausen im Osten. Rosenhügel wird auch als der „grüne“ Stadtteil Gladbecks bezeichnet, und zu den Markenzeichen ist der Schubkarrenumzug am Karnevalssonntag zu nennen. Rosenhügel ist nach Schultendorf mit 104 ha der flächenmäßig zweitkleinste, einwohnermäßig mit etwa 5.000 Bewohnern der viertkleinste Stadtteil Gladbecks. Geprägt ist er vor allem durch Siedlungen mit Eigenheimen und kleinen Mehrfamilienhäusern. Gut 82 ha der insgesamt 104 ha, die Rosenhügel ausmachen, sind Wohnflächen. Gut 14 ha sind Grün- und Waldflächen (Stand Januar 2014).

## Bevölkerungsstruktur
In Rosenhügel leben 2.588 Frauen und Mädchen sowie 2.527 Männer und Jungen.
Der Ausländeranteil liegt mit rund 20 % über dem Stadtdurchschnitt von 17,4 %. Ein Fünftel der Bevölkerung ist über 65 Jahre alt, nur 800 sind unter 18 Jahre alt. 32,2 % der Bewohner sind katholisch, 29,4 % evangelisch. 33,7 % gehören einer anderen Konfession oder Religion an oder ist konfessionslos. Verheiratet sind 50,1 %, ledig 35,2 %, verwitwet 8,9 % und geschieden 5,8 %. 

## Verkehr
Die VRR-Buslinien 252, 259 und 396 durchqueren Rosenhügel, die Linien SB36 und 258 tangieren den Stadtteil am südwestlichen Rand.
| Linie | Verlauf | Takt (Mo–Fr) | Betreiber            |
| ----- | --- | ------------ | -------------------- |
| SB36  | Gelsenkirchen Hbf – Musiktheater – Schloß Horst – Gelsenkirchen-Horst, Buerer Str. – Gladbeck-Rosenhügel Hunsrückstr. – Brauck – Butendorf – Gladbeck Oberhof – Gladbeck Goetheplatz – Gladbeck West Bf – Rentfort – Bottrop-Kirchhellen (abends sowie sonn- und feiertags nur zwischen Schloß Horst und Bottrop-Kirchhellen) | 20 min       | Bogestra / Vestische |
| 252   | Gladbeck-Zweckel, Hartmannschule – Zweckel Markt – Gladbeck Goetheplatz – Gladbeck Oberhof – Butendorf – Brauck – Rosenhügel – Gelsenkirchen-Horst, Buerer Str. | 30 min       | Vestische            |
| 258   | Rentfort Margaretenstr. – Rentfort Markt – Gladbeck West Bf – Gladbeck Goetheplatz – Gladbeck Oberhof – Butendorf – Brauck – Rosenhügel Hunsrückstr. – Schloß Horst – Gelsenkirchen-Horst, Buerer Str. | 20 min       | Vestische            |
| 259   | Bottrop ZOB Berliner Platz – Bottrop-Eigen – Ellinghorst – Gladbeck Goetheplatz – Gladbeck Oberhof – Butendorf – Brauck – Rosenhügel – Gelsenkirchen-Horst, Buerer Str. | 20 min       | Vestische            |
| 396   | Gelsenkirchen-Buer Rathaus – Schaffrath – Beckhausen Kampstr. – Gladbeck-Rosenhügel Nelkenstr. – Horst Buerer Str. – Schloss Horst (– Marie-Juchacz-Weg) (nur stündlich) – Fischerstr. – Horst Süd, Lucasstraße | 20 min       | Bogestra             |